# Арський Камінь
А́рський Камінь (рос. Арский Камень, башк. Ар Ташы) — село (колишнє селище) у складі Бєлорєцького району Башкортостану, Росія. Входить до складу Сосновської сільської ради.
До 10 вересня 2007 року називалось село Дома отдиха Арський Камінь.
Населення — 95 осіб (2010; 175 в 2002).
Національний склад:
- росіяни — 71%